# دروبا هازاريكا
دروبا هازاريكا (مواليد 1956) روائي هندي يكتب باللغة الإنجليزية. وهو مؤلف كتب شتاء بوسترينغ، أبناء براهما، الحظ.

## النشأة والعمل
ولد هازاريكا في شيلونغ، ميغالايا. وبعد تخرجه من كلية سانت أدموند في عام 1976، حصل شيلونغ على درجة الماجستير في الاقتصاد من جامعة غاوهتي. وبعد أن عمل لفترة وجيزة كبائع في دلهي ومحاضر في كلية جاجي رود بولاية أسام، التحق بالخدمة المدنية في ولاية أسام في عام 1983. وكان مديرا للرياضة ورعاية الشباب ومديرا للعمليات في أسام. وهو رئيس جمعية أول آسام للتايكوندو.

## الكتب
- الحظ، كتب بينغوين، 2009، (ردمك 978-0-14-306825-9).
- شتاء بوسترينغ، كتب بينغوين، 2006، (ردمك 0-14-306180-1).
- أبناء برهما، كتب بينغوين، 2006.

## الجوائز
- 1996: جائزة كاثا للكتابة الإبداعية باللغة الإنجليزية.
- 2014: جائزة الأدب ل DY365